# Александър Йорданов (актьор)
Александър Бисеров Йорданов е български куклен актьор и режисьор.

## Биография
Роден е на 12 септември 1996 г. в град София.
Като ученик участва в пиесите на трупата на Младежка театрална формация „Студията“ към театър „Сълза и смях“, където играе с Георги-Маноел Димитров, Димитър Ангелов и Радина Боршош. Йорданов учи и в школата на Малин Кръстев към Младежки театър „Николай Бинев“.
През 2020 г. завършва НАТФИЗ „Кръстю Сарафов“ със специалност „Актьорско майсторство за куклен театър“ в класа на проф. Жени Пашова. и магистърска степен по „Режисура в куклено-театралните практики“, в класа на проф. Славчо Маленов.
От 2022 г. е в трупата на Младежкия театър „Николай Бинев“, където играе в представленията „Дон Кихот“ и „Принцесата и скъсаните обувки“.
Също така играе и в другите представления „Гъбарко“, „Кръговрат“, „Ламята от улица Войтешка“, „Магьосникът от Оз“ и „Театрално приключение“, където е режисьор.
Озвучава роли във филми и сериали, записани в дублажните студия „Александра Аудио“, „Про Филмс“ и „Графити Студио“.

## Участия в театъра
Театър „Сълза и смях“
- „Магьосникът от Оз“ от Лиман Франк Баум – режисьор Александър Беровски

Куклен театър НАТФИЗ
1. Гъбарко и Мама Жаба в „Гъбарко“ от Батко Златко – режисьор Михаела Тюлева[4]
2. „Кръговрат“ – автор: проф. Жени Пашова, постановка Михаела Тюлева[5]

Младежки театър „Николай Бинев“
1. Кралят в „Принцесата и скъсаните обувки“ по Братя Грим – режисьор проф. Славчо Маленов[6][7]
2. 2022 – „Дон Кихот“ на Мигел де Сервантес – режисьор Веселка Кунчева[8][9]

Сити Марк Арт Център
- „История на войника“ по Игор Стравински – режисьор Коле Китанов[10][11]

I AM Studio
- „Театрално приключение“

## Филмография
- „105 минути София“ (2018) – отец Тодор Митов, режисьор Мишо Ланджев
- „Доза щастие“ (2019) – Асен, режисьор Яна Титова

## Дублаж
- „Бакуган: Батъл Планет“
- „Мулан“ – Щурец, 2020
- „Новаци“, 2019
- „Пълна драма: Главоломна надпревара“
- „Пълна драмарама“ – Джуд, 2019
- „Скуби-Ду: Призрачният каубой“, 2021

## Номинации
- 2021 – номинация „Сивина“ за ролята на Войника в спектакъла „История на войника“[12]